# Kroczewo
Kroczewo – wieś sołecka w Polsce położona w województwie mazowieckim, w powiecie płońskim, w gminie Załuski.
| SIMC    | Nazwa           | Rodzaj    |
| ------- | --------------- | --------- |
| 0129857 | Kroczewo-Baraki | część wsi |

Prywatna wieś szlachecka położona była w drugiej połowie XVI wieku w powiecie zakroczymskim ziemi zakroczymskiej województwa mazowieckiego.
W latach 1954–1972 wieś należała i była siedzibą władz gromady Kroczewo. W latach 1975–1998 miejscowość administracyjnie należała do województwa ciechanowskiego.
W 1887 w Kroczewie urodził się Kazimierz Skarżyński (zm. 1962) – sekretarz generalny Polskiego Czerwonego Krzyża w okresie II wojny światowej, autor pierwszego raportu o zbrodni katyńskiej i szef komisji PCK w Katyniu w 1943.
Urodził się tutaj również współtwórca polskiej szkoły socjologii, Stefan Czarnowski (1879–1937).

## Parafia
We wsi znajduje się parafia pw. św. Jana Chrzciciela. Obecny trzynawowy, murowany kościół wzniósł w latach 1918–1921 ks. Paweł Chodkowski, według projektu architekta Hugona Kudera. Konsekracji dokonał 31 maja 1928 r. ks. bp bł. Leon Wetmański. Prezbiterium z apsydą, zakrystią i kaplicą mogą pochodzić z poł. XVI w.

## Zespół pałacowo-parkowy
Zachował się zarys parku krajobrazowego z dwoma stawami połączonymi 100 m kanałem. Niestety nie zachował się istniejący tu niegdyś wspaniały dwór, własność rodziny Czarnowskich herbu Grabie, gospodarzących nie tylko w Kroczewie, ale także w sąsiednich folwarkach Złotopolice, Strubiny, Sobole, Gostolin czy w leżącym po drugiej stronie Wisły Secyminie. Bywał w nim zapraszany Henryk Sienkiewicz. Zarówno dwór, jak i budynki gospodarcze wysadzili w powietrze wycofujący się w styczniu 1945 Niemcy.

## Cmentarz parafialny
Zachowały się na nim grobowce właścicieli miejscowych dóbr oraz duża liczba przepięknych XIX-wiecznych nagrobków i krzyży wykutych z granitu, piaskowca, marmuru. Na uwagę zasługują piękne kute żeliwne krzyże.

## Lotnisko polowe 1939
Przed wrześniem 1939 polskie lotnictwo wojskowe posiadało wyznaczoną sieć utajnionych i zamaskowanych lotnisk polowych. W sierpniu 1939 przeniesiono na nie większość polskich eskadr w związku z czym w pierwszych godzinach wojny Niemcy zbombardowali głównie puste już lotniska stałe. W rejonie Zakroczym-Płońsk znalazły się trzy lotniska: Szpondowo, Kroczewo, Zdunowo. 1 września nad Kroczewem dochodzi do pierwszego starcia 152 Eskadry Myśliwskiej ze Szpondowa z samolotami wroga.
4 września 1939 z uwagi na zagrożenie lotniska Szpondowo oraz trudne położenie Armii „Modlin”, 152 Eskadra Myśliwska została przeniesiona na lotnisko Kroczewo. Lądowisko znajdowało się na polu na południe od parku dworskiego w rozwidleniu dróg do Trębek Nowych i Złotopolic. Na stanie eskadry pozostało 6 sprawnych samolotów PZL-11. 05.IX.1939 152 eskadra myśliwska odleciała na lotnisko polowe Brygady Pościgowej Poniatów w rejonie Legionowa.

## Lotnisko polowe 1940-45
Około 12.IX.1939 właściciele majątku Kroczewo p. Czarnowscy zostali wygnani z niego przez Niemców którzy przeznaczyli ten teren na swoje lotnisko polowe. Od czerwca 1940 Niemcy zbudowali w Kroczewie duże lotnisko polowe w tym: betonowe pasy postojowe i dojazdowe, 30 hangarów samolotowych, baraki zaplecza technicznego, mieszkalne oraz dla lazaretu. Stacjonowały tu samoloty Me-109 i Fw-190. Podczas budowy lądowiska zatrudniano polskich robotników przymusowych z których wielu zapłaciło za to życiem bądź zdrowiem.

## Lotnisko 1945-1953
Po zakończeniu wojny w lipcu 1945 stacjonujący na lotnisku Bydgoszcz 1 Pułk Lotnictwa Myśliwskiego „Warszawa”, jak i 2 Pułk Lotnictwa Szturmowego „Kraków” przeniesiono do Modlina. Część samolotów stacjonowała w Kroczewie. Ulokowano tu również 1 eskadrę myśliwską (szkolenie na samolotach Jak-9) i częściowo 3 eskadrę mieszaną (szkolenie na samolotach UT-2) ówczesnej Wojskowej Szkoły Pilotów Lotnictwa WP w Dęblinie. Stałych lotów w Kroczewie zaprzestano w 1953 kiedy jednostki lotnicze przechodziły na nowocześniejsze samoloty odrzutowe.

## Lotnisko 1953-2000
Po 1953 lotnisko było jednak jeszcze sporadycznie wykorzystywane. Korzystały z niego śmigłowce szkoły w Dęblinie, lotniska w Modlinie, ćwiczyli tu spadochroniarze z Aeroklubu Warszawskiego, testowano spadochrony produkowane przez zakłady „Aviotex” z Legionowa.
4.IX.1957 skoczek doświadczalny kpt. Tadeusz Dulla ustanowił w Kroczewie rekord Polski w wysokości skoku ze spadochronem. Skoczek został wywieziony w komorze bombowej samolotu odrzutowego Ił-28 na wysokość 11900 m, skąd spadał około 195 sekund, otwierając spadochron dopiero na wysokości 400 m nad ziemią. Rekord ten nie został pobity do dzisiaj.
W latach ok. 1980–1989 tereny lotniska stały się poligonem dla 15 Pułku Przeciwlotniczego z Gołdapi. Rozlokowane tu stanowiska wyrzutni rakietowych Kub-M2 wraz z kompleksami radiolokacyjnymi przeprowadzały wspólne ćwiczenia bojowe z pułkami lotnictwa myśliwskiego.
Po 2000 teren lotniska Kroczewo, jak i parku podworskiego przejęła do swoich zasobów Agencja Mienia Wojskowego. Lotnisko w Kroczewie zostało zamknięte. W latach 2006–2007 teren ten został sprzedany.